# Orange County (sæson 1)
Den første sæson af tv-serien Orange County (The O.C.) begyndte i USA den 5. august 2003, og sluttede efter 27 afsnit 5. maj 2004. Den fortæller historien om familien Cohen, familien Cooper samt Ryan Atwood, en plaget teenager der er ude på et sidespor, og som bliver tvunget ind i det velhavende havnesamfund Newport Beach, Orange County, Californien.
De første syv afsnit af The O.C. blev udsendt i USA, tirsdage kl. 21:00 på FOX. Resten af sæsonen blev udsendt, onsdage kl. 21:00 på grund af en syv uger lang afbrydelse midt i sæsonen. Sæsonen blev udgivet på DVD den 26. september 2004 af Warner Bros. Home Video som en boks med syv diske under navnet ”The O.C.: The Complete First Season”. Den 7. juni 2008 blev det tilgængeligt på iTunes, for amerikanere som var registrerede brugere af ”US iTunes Store” at købe sæsonen.
I Storbritannien blev sæsonpremieren udsendt søndag den 7. marts 2004 kl. 21:00 på Channel 4, hvorefter andet afsnit umiddelbart efter blev udsendt på søsterkanalen E4. Efter at have holdt pause henover sommeren vendte sæsonen tilbage i starten af september, hvorfra det blev udsendt kl. 13:00 på T4. I Canada blev sæsonen udsendt på CTV Television Network og i Australien blev den først udsendt på Nine Network, men droppet efter tre afsnit. Network Ten samlede senere showet op og udsendte hele sæsonen.

## Produktion
Sæsonen er produceret af Warner Bros. Television, Hypnotic (nu Dutch Oven) og Wonderland. Josh Schwartz, Doug Liman, Dave Bartis, og McG var executive producere. Efter pilot afsnittet var Bob DeLaurentis seriens showrunner. Melissa Rosenberg og Allan Heinberg var co-executive producere, Stephanie Savage supervising producer og Loucas George producer. Sæsonernes forfattere var Schwartz, Savage, Heinberg, Rosenberg, Jane Espenson, Debra J. Fisher, Erica Messer, Brian Oh, J.J Philbin og Liz Friedman. Sæsonens faste instruktører var Liman, Sanford Bookstaver, Michael Lange, Patrick Norris, Michael Fresco, James Marshall og Sandy Smolan.

## Casting
I den første sæson modtog ni større roller stjernekreditering. Benjamin McKenzie spillede hovedpersonen Ryan Atwood, en plaget teenager som bliver tvunget ind i den velhavende livsstil i Newport. Mischa Barton spillede nabopigen, Marissa Cooper, med Tate Donovan i rollen som hendes far Jimmy Cooper, der har økonomiske problemer. Adam Brody, optrådte som den nørdede, ensomme teenager Seth Cohen med Kelly Rowan som sin mor Kirsten Cohen, den stærke forretningskvinde, og Peter Gallagher som sin far, Sandy Cohen, en offentlig forsvarsadvokat. Chris Carmack spillede Marissas kæreste Luke Ward. Melinda Clarke, som oprindeligt kun skulle have været gæstestjerne, spillede som Marissas mor, Julie Cooper. Rachel Bilson spillede Marissas bedsteveninde Summer Roberts, samt Seths kærlighed. Både Melinda og Rachel fik kontrakt, og kom på hovedrollelisten efter tretten afsnit. 
Talrige støtteroller fik tilbagevendende optræden i den voksende storyline, deriblandt Samaire Armstrong som Anna Stern, Alan Dale som den velhavende forretningsmand og far til Kirsten, Caleb Nichol. Taylor Handley spillede Oliver Trask, en psykotisk karakter som seere elskede at hade. Amanda Righetti optrådte som Kirstens yngre søster Hailey Nichol. Navi Rawat spillede Theresa Diaz, Ryans barndomskæreste. Bonnie Somerville spillede som Rachel Hoffman, en af Sandys tidligere arbejdskollegaer, og Ashley Hartman spillede Holly Fischer en af Marissa og Summers veninder. 
Andre gæstestjerner med tilbagevendende roller er Linda Lavin som Nana Cohen, Daphne Ashbrook som Ryans mor Dawn og Michael Nouri som Summers far Neil. Skuespillerne Bradley Stryker, som Ryans bror Trey, og Shailene Woodley, som Marissas yngre søster Kaitlin, var begge kun gæstestjerner på dette tidspunkt. Dog vil disse roller, spillet af andre skuespillere, vende tilbage i større roller i senere sæsoner.

## Modtagelse
Det første afsnit I sæsonen fik et seertal på 7,5 millioner, og blev nomineret til en Writers Guild of America Award for bedst episodiske drama. Som sæsonen skred fremad steg seertallet; ved tredje afsnit var der 8 millioner seere, og ved fjerde afsnit var der 8,6 millioner seere. Dette resulterede i at FOX bestilte seks ekstra afsnit. Sæsonen var delt i to dele, den første bestod af syv afsnit, der blev vist ugentligt, og som havde et gennemsnit på 8,43 millioner seere. Derefter kom en pause på syv uger, hvor FOX annoncerede at de havde bestilt fem afsnit mere, sådan at der er hele sæsonen var 27 afsnit.
Sendetiderne for den anden halvdel af sæsonen var oprindeligt planlagt til tirsdag aftener, men pga. konkurrence fra ’’CSI: Crime Scene Investigation’’ på CBS og ’’Will & Grace’’ på NBC blev sæsonen i stedet flyttet til onsdag aftener klokken 9:00 pm. Hele sæsonen var blandt voksne fra 18-34 år, den mest sete nye dramaserie denne sæson, med et gennemsnitligt seertal på 9,7 millioner seere. Showet vandt fire Teen Choice Awards og var nomineret for to mere, den blev også blev nomineret til ”fremragende nye program” TCA Award. I Storbritannien blev showet vist to gange om ugen, og fik et gennemsnitligt seertal på 1,2 millioner seere, og var en af de mest sete søndagsprogrammer, samt at den trak fans til E4 mandag aftener. Den blev også godt modtaget i Australien, hvor den, i 2005, modtog en Logie Award for “mest populære udenlandske program.
Alligevel fik showet noget kritik. ”San Jose Mercury News” kritiserede handlingen og castingen ved at sige ”Handlingen involverer sædvanligvis stofproblemer eller mistet mødom, med replikker designet til at holde en hund løbende”, og ”Dem som på FOX mente Benjamin McKenzie (Ryan i ”Orange County”) kunne spille noget som helst under 25 år, skulle fyres”. En DVD anmeldelse var kritisk overfor den monotone handling med at ”Ryan og Marissas forhold bliver trættende og bliver til dårligt tidsspilde”, mens ”Entertainment Weekly” ikke synes skuespillet altid var helt i orden, og udtalte ”det er uheldigt at have alt den potentiale til at blive en forrygende serie, og så investere i Barton, en skuespillerinde der kan blive så flad som en papirdukke. Den blev også anklaget for overdrevne slagsmål og at forherlige mindreårig drikkeri.

## Afsnit
"Serie #" henviser til afsnittets nummer i hele serien, medens "Sæson #" henviser til afsnittets nummer i denne sæson. Alle afsnittene i første sæson lagt sammen, varer i alt 1186 minutter.
| Nr. i serien | Nr. i sæson | Titel                       | Instruktør             | Forfatter                          | Første sendedag    |
| --- | ----------- | --------------------------- | ---------------------- | ---------------------------------- | ------------------ |
| 1 | 1           | "Premiere"                  | Doug Liman             | Josh Schwartz                      | 5. august 2003     |
| Efter den plagede teenager Ryan Atwood er sendt i fængsel, inviterer den offentlige forsvarsadvokat Sandy Cohen, til stor skræk for sin kone Kirsten, Ryan til at bo i sit gæstehus. Deres søn Seth tager Ryan med ud og sejle, hvor de to får en chance for at lære hinanden at kende. Familien Cohens tager Ryan med til et velgørenhedsmodeshow arrangeret af den smukke nabopige, Marissa Cooper. Hendes bedsteveninde, Summer, inviterer Seth og Ryan med til en Newport Beach fest. Til festen, forsvarer Ryan Seth fra Marissas kæreste, Luke. Ud fra de problemer han roder sig ud i, bliver det klart for Ryan at han ikke længe er i stand til at bo hos familien Cohens. |             |                             |                        |                                    |                    |
| 2 | 2           | "The Model Home"            | Doug Liman             | Allan Heinberg & Josh Schwartz     | 12. august 2003    |
| Med en udsigt til et liv på børnehjem, beslutter Ryan sig for at stikke af fra Newport. Seth og Marissa overtaler ham dog til at blive i Newport og gemme sig i en af Kirstens tome byggeprojekter. Marissas kæreste, Luke, misforstår et møde mellem Ryan og Marissa. Da han konfronterer Ryan kommer de op og slås, brænder Kirstens "model home" ned, og bliver begge arresteret. |             |                             |                        |                                    |                    |
| 3 | 3           | "The Gamble"                | Ian Toynton            | Jane Espenson                      | 19. august 2003    |
| Sandy kommer endnu en gang Ryan til undsætning, eftersom han har det svært i ungdomsfængslet. Seth gør hans mor, Kirsten, opmærksom på hans vrede overfor Ryans situation. Kirsten inviterer Dawn til at ledsage Ryan og familien Cohens til kasinoaften, men endnu en gang er Dawn ude af stand til at modstå fristelsen af alkohol og gambling, og svigter Ryan igen; Dawn og Kirsten bliver begge enige om at Ryan vil have det bedre ved at bo hos familien Cohens. |             |                             |                        |                                    |                    |
| 4 | 4           | "The Debut"                 | Daniel Attias          | Allan Heinberg & Josh Schwartz     | 26. august 2003    |
| Det er tid til det årlige kotillon bal, tiden hvor Newports fineste unge damer træder ind i samfundet. Luke og Marissa går fra hinanden, så Ryan ledsager hende til ballet. Jimmy bliver genstand for en bedrageriundersøgelse og Kirstens $100.000 løn til ham, har også placeret familien Cohen i søgelyset. Til ballet slår Hollys far ham, flovt for både Marissa og Julie. |             |                             |                        |                                    |                    |
| 5 | 5           | "The Outsider"              | Jesús Salvador Treviño | Melissa Rosenberg                  | 2. september 2003  |
| Ryan vil være mere økonomisk uafhængig og får arbejde på Crab Shack dinner, hvor han bliver ven med Donny som har samme omgangskreds som han havde i sit tidligere liv. Seth vil opleve Ryans omgangskreds, og tager imod Donnys invitation til en fest i Donnys nabolag. Ryan frygter at Seth ikke forstår den type mennesker han vil møde, så han ofrer sin første date med Marissa for at beskytte Seth. Sandy forsøger at hjælpe Jimmy med at få styr på sit liv, men giver ham nogle dårlige nyheder. Julie afslører sine planer om en skilsmisse med Jimmy. |             |                             |                        |                                    |                    |
| 6 | 6           | "The Girlfriend"            | Steve Robman           | Josh Schwartz & Debra J. Fisher    | 9. september 2003  |
| Kirstens far, Caleb Nichol, kommer på besøg med sin nye kæreste, Gabrielle, en 24år gammel modemodel. Kirsten erfarer at hendes job er i fare. Til Ryans skuffelse, beslutter Luke at han vil have en chance mere hos Marissa, men hun vælger Ryan. Ryan kysser med Gabrille i poolhuset, så Marissa lader Luke blive hendes "første". Summer snyder Seth. |             |                             |                        |                                    |                    |
| 7 | 7           | "The Escape"                | Sanford Bookstaver     | Josh Schwartz                      | 16. september 2003 |
| Newports unge planlægger en "slutning-af-sommeren"-tur til Tijuana, i Mexico. Sandy overvejer et jobtilbud fra en tidligere kollega som skal hjælpe ham med at kurere sin følelse af utilstrækkelighed. Kirsten, er ked af det over at Sandy overvejer det nye job, ender i en flov situationen med Jimmy i hans nye lejlighed. Marissa hører om hendes forældres skilsmisse, og så snart hun er i Mexico, opdager hun Luke med Holly. I forsøg på at håndtere det tager Marissa en overdosis af smertestillende og tequila. |             |                             |                        |                                    |                    |
| 8 | 8           | "The Rescue"                | Michael Lange          | Melissa Rosenberg & Allan Heinberg | 29. oktober 2003   |
| Alle er tilbage i Newport igen, og Marissa kommer sig. Julie bebrejder Ryan for ulykken og forbyder ham fra at se Marissa. Sandy begynder på sit nye arbejde, men bliver overrasket over det kedelig papirarbejde. Imens føler Kirsten sig utilpas over at Sandy drikker cocktail med hans nye tiltrækkende arbejdskollega, Rachel. Ryan melder sig ind på Harbor High School. Julie forråder Jimmy og Marissa. Ryan tager en eksamen på Harbor High School der skal vise hvor han ligger, men risikere hans fremtid ved at gå midt i prøven, for at forhindre Julie i at sende Marissa til San Diego.                                                                              |             |                             |                        |                                    |                    |
| 9 | 9           | "The Heights"               | Patrick Norris         | Debra J. Fisher & Erica Messer     | 5. november 2003   |
| Første skoledag på Harbor High, føler Ryan ikke at han passer ind i sin nye skole og Luke gør ikke situationen meget bedre. Summer ignorerer stadig Seth offentligt, men privat er hun jaloux på Seths nye forhold med Anna. Sandy tager imod en sag mod Caleb på hans nye arbejde, der tester hans forhold med Kirsten. Marissa og Ryan kysser for første gang, mens de sidder fast i et pariserhjul. |             |                             |                        |                                    |                    |
| 10 | 10          | "The Perfect Couple"        | Michael Fresco         | Allan Heinberg                     | 12. november 2003  |
| Nu da de er frie til at være sammen, planlægger Ryan og Marissa deres første officielle date. Kirsten ser hendes far med en ny kvinde, og frygter at Sandy har fundet sig en nye kvinde. Summer kysser lidenskabeligt Seth og indrømmer at hun kan lide ham, men hvis han siger det til nogen er han død. |             |                             |                        |                                    |                    |
| 11 | 11          | "The Homecoming"            | Keith Samples          | Josh Schwartz & Brian Oh           | 19. november 2003  |
| Det er Thanksgiving og Seth forsøger at vælge imellem Summer og Anna, men ender i en dårlig situation. Imens beslutter Ryan at besøge hans bror, Trey, i fængslet, Marissa tager med. Da Julie finder ud af at Marissa er med Ryan i Chino bliver hun vred. Alle venter nervøst hos familien Cohen på at deres kære skal komme hjem fra Chino og spændingen får temperamentet til at stige. Familien Cohens holder en mindeværdig Thanksgiving. |             |                             |                        |                                    |                    |
| 12 | 12          | "The Secret"                | James Marshall         | Allan Heinberg & Josh Schwartz     | 26. november 2003  |
| Anna og Summer forbliver vrede på Seth for hans opførsel til Thanksgiving, og Seth anstrenger sig for at blive gode venner med dem igen. Julie vil have Caleb til at lave et romantisk løfte, men de beslutter sig for at være lidt for sig i en tid. Jimmy og Sandy prøver at løse Jimmys juridiske problemer og en uforsigtighed af Kirsten bliver afsløret. Ryan og Luke bliver makkere til et projekt og afsløringen af at Lukes far er bøsse skaber et uventet bånd imellem dem. |             |                             |                        |                                    |                    |
| 13 | 13          | "The Best Chrismukkah Ever" | Sanford Bookstaver     | Stephanie Savage                   | 3. december 2003   |
| Seth præsentere Ryan for Chrismukkah, en helligdag skabt ud fra en kristen mor og en jødisk far. Imens, frygter Sandy og Kirsten at de skal arbejde i hel ferien, fordi Kirsten finder ud af noget om sin far som kan ændrer alting. Ryan og Marissas shoppingtur fører til problemer, og Seth er tvunget til at vælge imellem Anna og Summer. Et andet sted kommer en ny dreng, Oliver, til Newport. |             |                             |                        |                                    |                    |
| 14 | 14          | "The Countdown"             | Michael Fresco         | Josh Schwartz                      | 17. december 2003  |
| På nytårsaften, kommer Kirstens forkælede yngre søster, Hailer, til byen. Hailey overtaler Sandy og Kirsten til at tage ud, så hun kan holde en vild fest, hvor hun låser Ryan og Seth inde i poolhuset. Oliver tiltrækker Marissa, ved at invitere hende til hans penthousefest. Imens håber Ryan at han kan nå hen til Marissa i tide til deres første nytårskys. |             |                             |                        |                                    |                    |
| 15 | 15          | "The Third Wheel"           | Sandy Smolan           | Melissa Rosenberg                  | 7. januar 2004     |
| Hailey opdager, at pga. hendes uansvarliglige opførsel og livsstil er hun ikke længere velkommen. Oliver invitere slænget til en koncert hvor bandet Rooney optræder, og Luke for nogle nye venner. Seth kæmper med at fortælle Summer at han har valgt et forhold med Anna. Flere problemer trækker op da Ryan fanger Oliver i at købe stoffer på parkeringspladsen. |             |                             |                        |                                    |                    |
| 16 | 16          | "The Links"                 | Michael Lange          | Debra J. Fisher & Erica Messer     | 14. januar 2004    |
| Oliver planlægger en ny tur, hvor han tager slænget til en golfbane i Palm Springs. Summer forsøger at genere Anna og Seth og Oliver holder Ryan og Marissa fra hinanden. Caleb og Julie vender tilbage fra Europa, og Hailey og Kirsten kommer op at skændes da Haileys bankkonto er lukket ned. Oliver hævder at han vil tage en håndfuld stoffer for at slå ham selv ihjel, men Ryan er ikke overbevist om at det er et selvmordsforsøg. Alligevel insistere Marissa at blive hos ham natten over. Imens beslutter Jimmy og Sandy at gøre forretning sammen. |             |                             |                        |                                    |                    |
| 17 | 17          | "The Rivals"                | Ian Toynton            | Josh Schwartz                      | 21. januar 2004    |
| Sandy og Jimmy begynder ders nye forretningsmakkerskab, ved at købe "the Lighthouse". Kirsten og Julie støder ind i hinanden på kontoret, da Julie er hyret som Newport Groups nye model-home designer. Seth bliver jaloux på Summers nye kæreste og begynder at tvivle på sit forhold til Anna. Imens skifter Oliver til Harbor High, og Ryan risikere alt for at afsløre hvem han virkelig er, hvilket bekymre alle andre. |             |                             |                        |                                    |                    |
| 18 | 18          | "The Truth"                 | Rodman Flender         | Allan Heinberg                     | 11. februar 2004   |
| På kontoret tvinger Caleb, Kirsten til at fyre Julie. Takket være Oliver bliver Ryan suspenderet fra skole og bliver undgået af alle andre, som nægter at tro på at Oliver er en farlig besat af Marissa. Dog tror Luke på Ryan og tilbyder ham hjælp. Seth driver længere fra Anna og bliver tiltrukket af Summer. Oliver går amok da Marissa afviser ham og holder hende som gidsel med en pistol. |             |                             |                        |                                    |                    |
| 19 | 19          | "The Heartbreak"            | Lev L. Spiro           | Josh Schwartz                      | 18. februar 2004   |
| Det er valentinsdag i Newport, og alle forbedrer sig til singlefesten. Luke er blevet forelsket i Marissas mor Julie, og Jimmy finder ud af at han har en beundrer i Cohenshuset. Sandy giver Seh nogle råd omkring at gå hele vejen med Summer, eftersom deres forhold når nye niveauer. Theresa, en af Ryans ekskærester, viser sig i byen og tvinger Marissa til at afslører hendes følelser for Ryan. |             |                             |                        |                                    |                    |
| 20 | 20          | "The Telenovela"            | Sanford Bookstaver     | Stephanie Savage                   | 25. februar 2004   |
| Marissa og Ryan prøver at starte forfra som venner, men det er ikke så let som det ser ud til. Eftersom Theresa begynder at bruge mere tid i Newport, finder Ryan ud af at hun ikke har været ærlig om hvorfor hun er der. Seth tror sit forhold til Summer går godt, men da hun nægter at kendes ved ham i skolen, føler han at han vil lære hende en lektie. Imens finder Sandy sig inddraget i et rod skabt af Caleb, mens Jimmy får en mistanke om, at der er noget galt imellem Julie og Luke. |             |                             |                        |                                    |                    |
| 21 | 21          | "The Goodbye Girl"          | Patrick Norris         | Josh Schwartz                      | 3 marts, 2004      |
| Anne annoncerer at hun forlader Newport for at vende tilbage til Pittsburgh, hvilket efterlader Seth følende skyldig i den måde han har behandlet hende på. Juridiske problemer trækker op for Caleb og Kirsten, mens Sandy arbejder for at løse det. Luke og Julies hemmelige kærlighed bliver sværere at standse, og Theresas dominerende kæreste fra Chino ankommer og bringer problemer. |             |                             |                        |                                    |                    |
| 22 | 22          | "The L.A."                  | David M. Barrett       | Josh Schwartz                      | 24. marts 2004     |
| Da Summer og Marissa render ind i Grady Bridges, stjernen i Summers yndlings serie "The Valley", invitere han dem til en fest i Los Angeles. Til festen er Summer begejstret for at bruge til på Grady, men Seth er ikke ligeså glad. Situationen bliver omvendt da Seth møder sexede Kate (Paris Hilton), og det er nu Summers tur til at være jaloux. Desuden render slænget ind i Hailey, som nu arbejder som stripper. Jimmy og Sandy præsentere deres restaurant for Newports fineste og kommer til Caleb for økonomisk hjælp. Imens på vej hjem, har Ryen svært ved at holde Luke og Julies affære hemmelige for Marissa.                                                     |             |                             |                        |                                    |                    |
| 23 | 23          | "The Nana"                  | Michael Lange          | Allan Heinberg                     | 31. marts 2004     |
| Sandys overlegne og ubehagelige mor, Sofie "Nana" Cohen (Linda Lavin) ankommer til Californien til påskefest med nogle dårlige nyheder. Ryan leder efter Marissa, som er forsvundet efter at have fundet ud af Luke og Julies hemmelige affære, og finder hende på det mest usandsynlige sted. Summer prøver at imponere Nana. Jimmy og Hailey tager et skridt frem med deres nyfundne kærlighed. |             |                             |                        |                                    |                    |
| 24 | 24          | "The Proposal"              | Helen Shaver           | Liz Friedman & Josh Schwartz       | 14. april 2004     |
| Luke er desperat for at forklare sig overfor Marissa, men Marissa er ikke klar til at tale med ham eller sin mor efter at have fundet ud af deres affære. Men da Luke kommer ud for en næsten-døds ulykke, beslutter både Marissa og Ryan at det er tid til at høre hvad han har at sige. Imens er det åbningsaften for "The Lighthouse", men før åbningen bliver Jimmy og Sandy chokeret da de finder ud af at alkoholslicensen er blevet nægtet, og Sandy bliver stillet ultimatummet enten at få alkohollicens, eller have Jimmy som makker. Caleb bruger lejligheden tli at overraske alle, og fri til Julie. Luke flytter til Portland for at bo sammen med sin far.           |             |                             |                        |                                    |                    |
| 25 | 25          | "The Shower"                | Sandy Smolan           | J. J. Philbin                      | 21. april 2004     |
| Alle er spændte på overraskelses arrangementet for Julie og Caleb. Kirsten bliver stillet i en svær position da hun bliver spurgt om hun vil være Julies brudepige, og hende og Marissa ender op som ansvarlige for Julies bryllupsgavefest Marissa invitere en ikkevelkommen gæst, Julies fremmede søster Cindy. Theresa ringer til Sandy for hjælp og prøver at undgå Ryan. Jimmy og Hailey fortsætter deres romantik. Seth møder akavet Summers far. |             |                             |                        |                                    |                    |
| 26 | 26          | "The Strip"                 | James Marshall         | Allan Heinberg                     | 28. april 2004     |
| Det er polderaben tid for Caleb og Julie. Caleb og drengene tager til Las Vegas, mens Kirsten organisere en aften hos Cohen for Julie med strippere inkluderet. Jimmy og Sandy finder ud af Calebs sande motiver, mens Julie og Hailey slås i poolen. Marissa begynder at lære Theresa bedre at kende men finder ud af noget som kan have store konsekvenser. |             |                             |                        |                                    |                    |
| 27 | 27          | "The Ties That Bind"        | Patrick Norris         | Josh Schwartz                      | 5. maj 2004        |
| Julie og Caleb bliver officielt gift, mens Ryan og Theresa møder en svær beslutning med hensyn til hendes graviditet. Marissa flytter ind hos Caleb og Julie i deres nye slot på klitten, og Seth anstrenger sig for at finde sig selv, da tingene omkring ser ud til at falde fra hinanden. |             |                             |                        |                                    |                    |

## Fodnoter
1. ↑  "The O.C. afsnitsguide på TV.com". TV.com. Arkiveret fra originalen 12. oktober 2008. Hentet 2008-10-10.
2. ↑  "The O.C." Warner Bros. Hentet 2008-07-20.
3. ↑  "The O.C. - The Complete 1st Season". TVShowsOnDVD.com. Arkiveret fra originalen 21. juni 2008. Hentet 2008-07-10.
4. ↑  Clark, Caren (2004-03-06). "Switched on this week the best bits on TV". Southport Reporter. Hentet 2008-07-16.
5. ↑  Wilkes, Neil (2004-07-27). "'The O.C.' vender tilbage til Storbrittannien". Digital Spy. Digital Spy Ltd. Hentet 2008-07-22.
6. ↑  Burke, Don (2004-11-05). "Hoo-roo, for altid". The Age. Melbourne. Hentet 2008-07-19.
7. ↑  "Broadcast Upfront Presentations: FOX Part 1". The Futon Critic. 2003-05-15. Hentet 2008-07-13.
8. ↑  Stanley, Alessandra (2003-08-05). "TELEVISION REVIEW; Take One Enclave, Add Rebellious Youth". The New York Times. Hentet 2008-07-18.
9. ↑  "Backstage Pass - Insider Commentary: Stephanie Savage". The O.C. Insider. Warner Bros. Hentet 2008-07-13.
10. 1 2 3 4  Maxwell, Alison; Jim Cheng (2004-04-14). "En voksens guide til 'The O.C.'". USA Today. McLean, Virginia: Gannett Company. Hentet 2008-07-11.
11. ↑  "Peter Gallagher - The O.C." PeterGallagher.com. Hentet 2008-07-10.
12. ↑  O'Toole, Lesley (2006-10-31). "Rachel Bilson: She's the one". The Independent. Canary Wharf, London: Independent News & Media. Hentet 2008-07-11.
13. ↑  "Backstage Pass: Episode Guide - "The Countdown"". The O.C. Insider. Warner Bros. Hentet 2008-07-15.
14. 1 2 3  "Backstage Pass: Episode Guide - "The Links"". The O.C. Insider. Warner Bros. Hentet 2008-07-15.
15. 1 2  Barnes, Ken (2004-04-13). "Five reasons you should watch 'The O.C.'". USA Today. McLean, Virginia: Gannett Company. Hentet 2008-07-11.
16. ↑  Ausiello, Michael (2004-02-11). "O.C. Exec Defends Oliver". TV Guide. Hentet 2008-07-16.
17. ↑  "Backstage Pass: Episode Guide - "The Hearbreak"". The O.C. Insider. Warner Bros. Hentet 2008-07-15.
18. 1 2  "Backstage Pass: Episode Guide - "The Rescue"". The O.C. Insider. Warner Bros. Hentet 2008-07-15.
19. ↑  "Backstage Pass: Episode Guide - "The Pilot"". The O.C. Insider. Warner Bros. Hentet 2008-07-15.
20. ↑  "Backstage Pass: Episode Guide - "The Homecoming"". The O.C. Insider. Warner Bros. Hentet 2008-07-15.
21. ↑  "Today's News: Our Take". TV Guide. 2003-08-07. Hentet 2008-07-05.
22. ↑  "Today's News: Our Take". TV Guide. 2003-08-27. Hentet 2008-07-05.
23. 1 2  "Today's News: Our Take". TV Guide. 2003-08-28. Hentet 2008-07-05.
24. ↑  Ford Sullivan, Brian (2003-10-20). "FOX EXTENDS 'THE O.C.' TO 27 EPISODES". The Futon Critic. Hentet 2008-07-05.
25. ↑  "Today's News: Our Take". TV Guide. 2003-10-20. Hentet 2008-07-05.
26. ↑  "Today's News: Our Take". TV Guide. 2003-10-30. Hentet 2008-07-05.
27. ↑  "Ratings shine in 'The O.C.'". USA Today. McLean, Virginia: Gannett Company. 2004-03-02. Arkiveret fra originalen (Note: Payment required) 16. september 2009. Hentet 2008-07-20.
28. ↑  "I.T.R.S. Ranking Report: Primetime Mon-Sun". ABC Medianet. 2004-06-02. Arkiveret fra originalen 8. februar 2007. Hentet 2008-07-20.
29. ↑  "The Television Critics Association Awards Arkiveret 15. juli 2008 hos  Wayback Machine", Television Critics Association. Documented at "Complete list of nominees Arkiveret 1. juli 2017 hos  Wayback Machine" (XLS). Hentet 2008-07-17.
30. ↑  Elsworth, Catherine; Born, Matt (2007-05-03). "Bush twins endorse the sultry soap taking over from Friends". The Daily Telegraph. London. Hentet 2008-07-19.
31. ↑  "Logie award winners 2005". The Daily Telegraph. Sydney: News Limited. 2004-10-16. Arkiveret fra originalen 27. maj 2012. Hentet 2008-07-23.
32. 1 2  "Unreality TV". San Jose Mercury News. MediaNews Group. 2004-05-18. Arkiveret fra originalen 23. juni 2004. Hentet 2008-02-08.
33. ↑  Dorr, Gregory P. "The O.C.: Season One". DVD Journal. Hentet 2008-07-17.
34. ↑  Flynn, Gillian (2004-11-19). "TV Review - The O.C." Entertainment Weekly. Time Inc. Arkiveret fra originalen 17. oktober 2008. Hentet 2008-07-17.
35. ↑  Isaac, Steven (oktober 2003). "The O.C." Plugged In. Hentet 2008-07-20.